# (1293) Sonja
(1293) Sonja es un asteroide que cruza la órbita de Marte orbitando alrededor del Sol una vez cada 3,33 años. Con un diámetro de unos 8 km es relativamente grande. Se desconoce el motivo de su nombre.
Fue descubierto el 26 de septiembre de 1933 por Eugène Joseph Delporte desde el Real Observatorio de Bélgica, en Uccle, Bélgica.